# Pepsi Bottling Group
The Pepsi Bottling Group, Inc. var en amerikansk multinationell dryckestillverkare som producerade och distribuerade Pepsicos produkter i Grekland, Kanada (nio provinser), Mexiko (23 delstater), Ryssland, Spanien, Turkiet och USA (42 delstater plus District of Columbia). De var världens största dryckestillverkare inom Pepsisfären. Företaget tillverkade och distriburerade också produkter såsom dryckerna Dr Pepper och 7 Up från Dr Pepper/Seven Up, Inc.

## Historik
Företaget har sitt ursprung från när de var ett dotterbolag till Pepsico. År 1999 meddelade Pepsico att man skulle knoppa av sina dotterbolag, som tillverkade och distribuerade deras produkter, till publika självständiga företag för att effektivisera verksamheterna för alla involverande parter. Pepsi Bottling Group grundades officiellt den 31 mars när de blev avknoppade från moderbolaget. I augusti 2009 meddelade Pepsico att Pepsi Bottling Group och konkurrenten Pepsi Americas, de två största dryckestillverkarna inom Pepsisfären, skulle bli fusionerade med Pepsicos dotterbolag Pepsi-Cola Metropolitan Bottling Company, Inc. för omkring 7,8 miljarder amerikanska dollar. Bara fyra månader tidigare hade Pepsico fått ett bud på sex miljarder dollar förkastad av företagens aktieägare. Fusionen slutfördes den 26 februari 2010.